# Distrito municipal de Lazdynai
Distrito municipal de Lazdynai es un distrito municipal perteneciente a la ciudad de Vilna y organizado administrativamente en tres barrios (Bukčiai, Lazdynai, Lazdynėliai). El distrito se limita con los distritos municipales de Paneriai, Vilkpėdė, Karoliniškės y Distrito municipio de Vilnius.

## Barrios
El distrito está formado por los siguientes 3 barriosː
- Bukčiai
- Lazdynai
- Lazdynėliai

## Galería

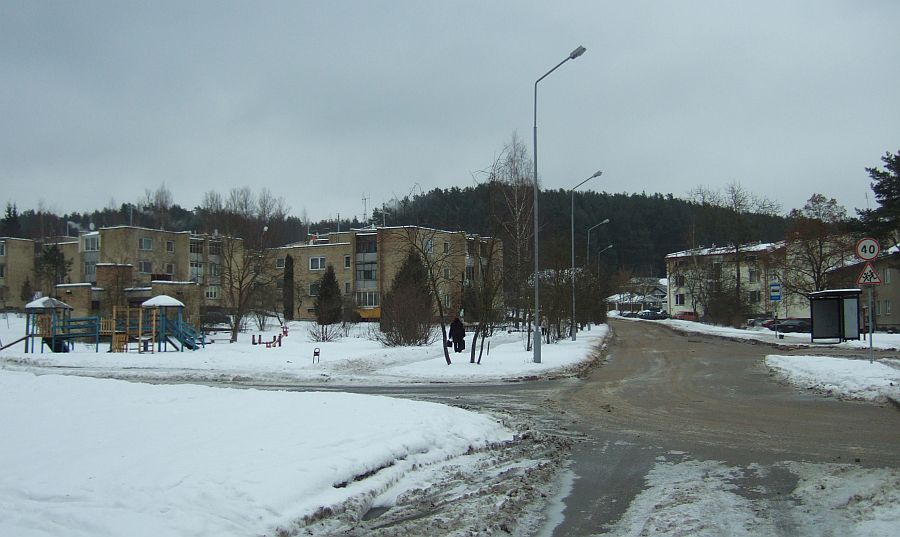
Panorama de Bukčiai
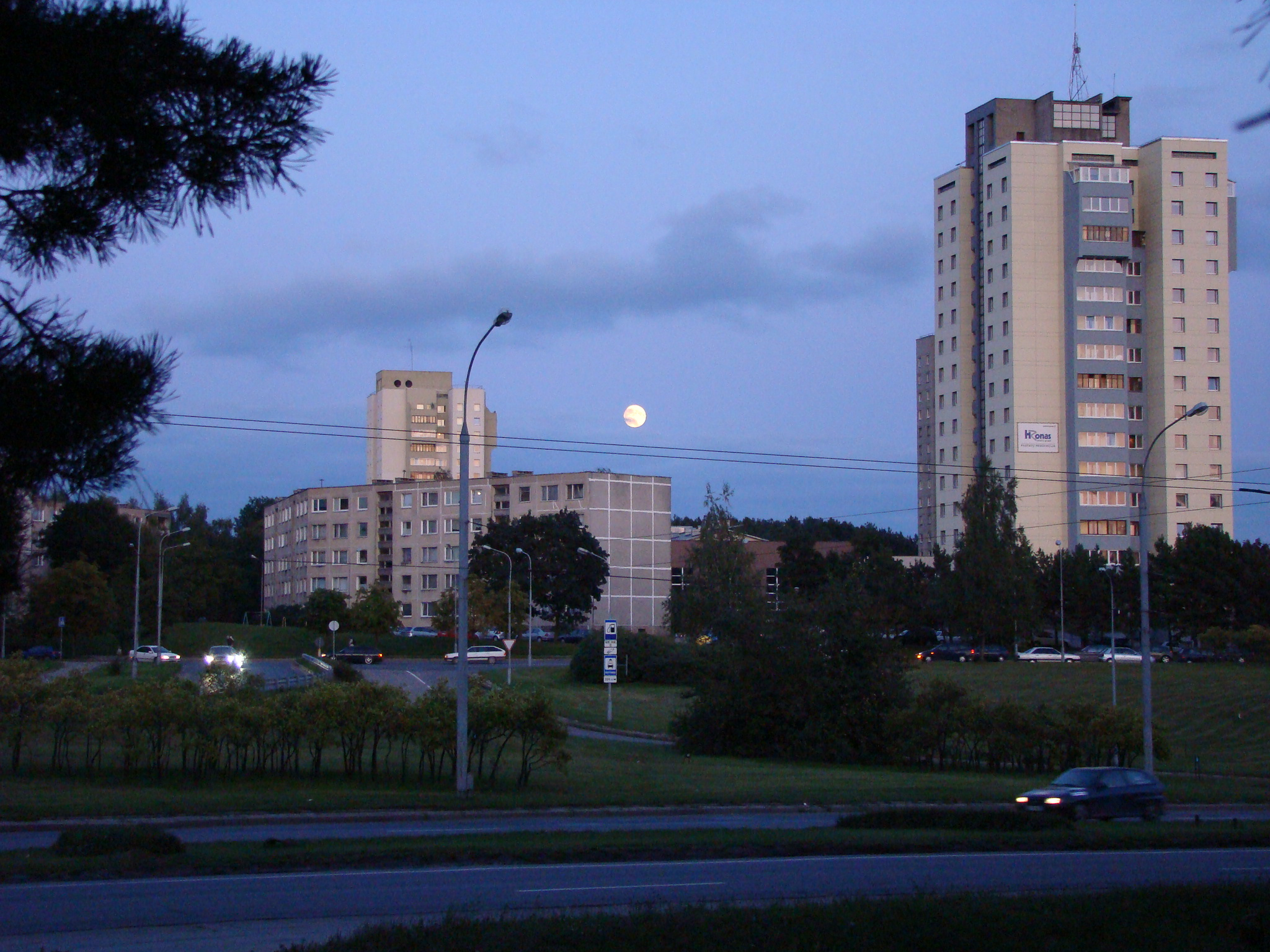
Panorama de Lazdynai
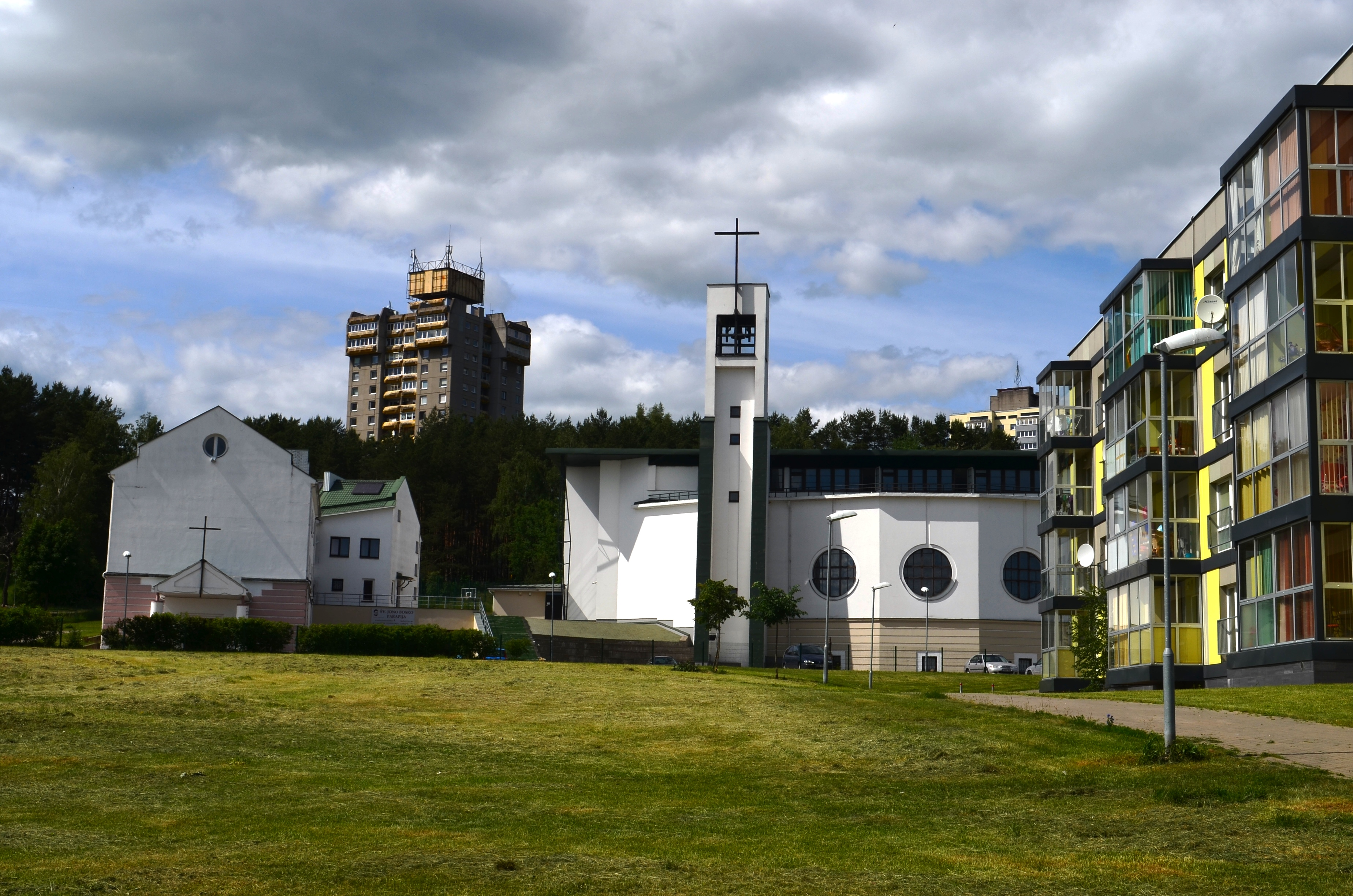
Iglesia de San Juan Bosco